# آنا أوبريجون
آنا فيكتوريا غارسيا أوبريغون (بالإسبانية: Ana Victoria García Obregón)‏ هي ممثلة إسبانية ومقدمة برامج تلفزيونية وشخصية اجتماعية، ولدت يوم 18 مارس 1955 في مدريد في إسبانيا.

## روابط خارجية
- آنا أوبريغون على موقع IMDb (الإنجليزية)
- آنا أوبريغون على موقع ألو سيني (الفرنسية)
- آنا أوبريغون على موقع أول موفي (الإنجليزية)
- آنا أوبريغون على موقع قاعدة بيانات الأفلام السويدية (السويدية)
- آنا أوبريغون على موقع ديسكوغز (الإنجليزية)
- آنا أوبريغون على موقع قاعدة بيانات الفيلم (الإنجليزية)
- آنا أوبريغون على موقع كينوبويسك (الروسية)